# Синагога Бет Јаков
Синагога Бет Јаков једина је преостала синагога на подручју града Скопља. У прошлости се налазила у јеврејској махали у Скопљу, а срушена је током земљотреса 1963. године. Нова синагога активна је од 2000. године, а налази се на простору Јеврејске заједнице у Северној Македонији.

## Нова синагога
Обновљена синагога Бет Јаков освештана је 11. марта 2000. године у згради јевррејске заједнице у Скопљу. Активна је и редовно службује за време јеврејских празника. Грађена је према обичајима и традицији Сефарда. Прозори објекта украшени су витражима са јеврејским мотивима. У унутрашњости објеката налазио се очувани парохет (вео), који је красио свети ормар у коме се налазила Тора, и потиче из 5698. године према јеврејском календару, то јест 1937. године према грегоријанском календару. Данас, исти се налази у новој синагоги и има исту функцију као у прошлости.
Синагога је изграђена уз помоћ донација Владе Северне Македоније, јеврејских заједница и донација Јевреја из дијаспоре и Израела.
У Јеврејском историјском музеју у Београду налази се веома очуван и важан примерак пинкаса, који се у синагоги Бет Јаков налазио у периоду од 1749. до 1913. године. Пинкас је написан мешавином ладинског и хербејског језика, а притом је коришћена варијанта јеврејског писма, закошено раши писмо. Значај пинкаса је тај да даје информације о економској ситуацији у јеврејској заједници у Скопљу, њен социјални рад, однос са суграђанима других националности и са Палестином.